# Crónica do Infante Santo D. Fernando
A Crónica do Infante Santo D. Fernando é uma crónica medieval que relata a vida e os feitos do Infante D. Fernando, também chamado o Infante Santo, morto em cativeiro em Fez, no Marrocos, em 1443.
A crónica foi redigida entre 1451 e 1460 por Frei João Álvares a pedido do irmão de Fernando, o Infante D. Henrique. João Álvares havia sido secretário de D. Fernando e esteve com ele na prisão, após a falhida tentativa de tomada de Arzila, no Magrebe. Assim, a obra foi redigida com o conhecimento em primeira mão que tinha João Álvares da dramática vida do príncipe.
Inicialmente manuscrita, a crónica veio a ser impressa pela primeira vez em 1527, em Lisboa, com o título Trautado da vida e feitos do muito vertuoso Sor Iffante D. Fernando. Foi novamente impressa em Coimbra em 1577.
Uma investigação publicada em 2018 estabelece a relação entre os textos da Crónica e os Painéis de São Vicente, mostrando que estes ilustram uma veneração ao Infante Santo e aos seus companheiros de martírio, na sequência do desastre de Tânger, através de seis quadros cronológicos: I- O Desastre de Tânger (1437); II-Glorificação dos Cativos de Arzila (1441); III-A Morte do Infante (5/6/43); IV-A Veneração dos Servidores (6/6/43); V-A Glorificação do Infante (9/6/43); VI-Os Milagres do Infante (pós 1443) (youtube Novos Painéis de S. Vicente livro)